# 5727 Pierobenvenuti
5727 Pierobenvenuti eller 1988 BB4 är en asteroid i huvudbältet som upptäcktes den 19 januari 1988 av den belgiske astronomen Henri Debehogne vid La Silla-observatoriet. Den är uppkallad efter den italienska astronomen Piero Benvenuti
Den har den diameter på ungefär 4 kilometer.